# Бреус Петро Павлович
Бреус Петро Павлович (2 грудня 1927 — 25 лютого 2000) — радянський ватерполіст.
Бронзовий призер Олімпійських Ігор 1956 року.